# Élections législatives grecques de mai 2023
Pour les articles homonymes, voir élections législatives grecques de 2023.
Les élections législatives grecques de mai 2023 ont lieu le 21 mai 2023 afin de renouveler pour quatre ans les 300 députés du Parlement grec.
Affaibli par un scandale de mise sous écoute de plusieurs personnalités publiques et politiques, le Premier ministre et dirigeant de Nouvelle Démocratie, Kyriákos Mitsotákis, fait face à une opposition dominée par le parti SYRIZA de l'ex-Premier ministre Aléxis Tsípras et le PASOK - Mouvement pour le changement de Níkos Androulákis. Pour la première fois depuis 1990, le scrutin est entièrement proportionnel, sans prime majoritaire.
Nouvelle Démocratie arrive largement en tête et manque de peu la majorité absolue des sièges du fait du nouveau mode de scrutin, face à une opposition divisée. Malgré des sondages favorables, SYRIZA chute lourdement et recueille deux fois moins de suffrages que le vainqueur. Ce recul profite notamment au PASOK-KINAL, parti de centre gauche qui augmente de moitié sa représentation parlementaire. 
Réitérant son refus exprimé lors de la campagne de former un gouvernement de coalition, Kyriákos Mitsotákis ouvre la voie à de nouvelles élections. Ces dernières doivent en effet voir le retour du système de prime majoritaire, permettant ainsi au Premier ministre d'espérer obtenir seul la majorité au Parlement.

## Contexte

### Gouvernement Kyriákos Mitsotákis

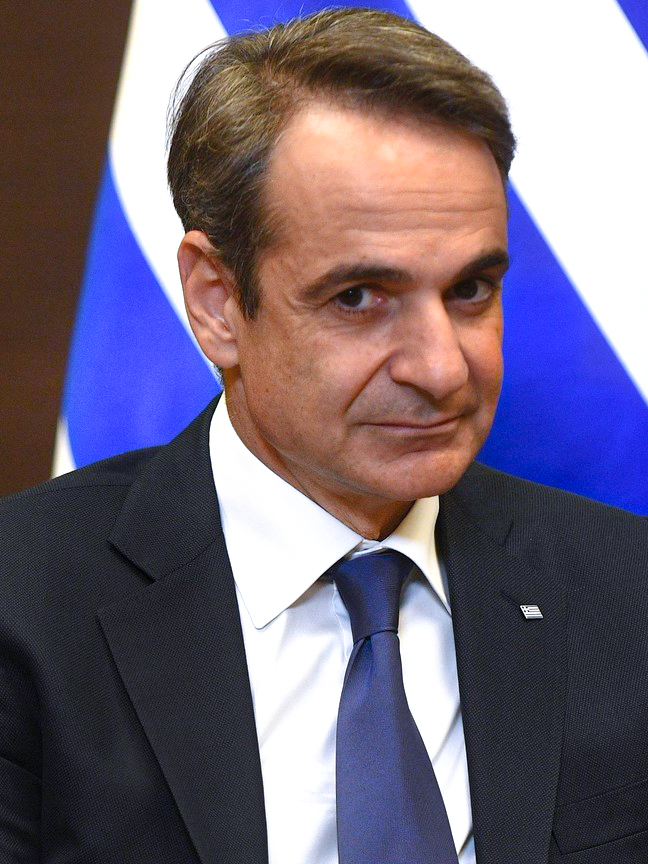
Kyriákos Mitsotákis

Les élections législatives de juillet 2019 voient la défaite du parti SYRIZA du Premier ministre sortant Aléxis Tsípras. Portée par ses victoires aux élections européennes et locales organisées quelques mois plus tôt, le parti Nouvelle Démocratie (ND) arrive largement en tête
,. Avec un peu plus de 39 % des suffrages, il décroche la majorité absolue des sièges grâce à l'attribution d'une prime majoritaire au parti arrivé en tête. Son dirigeant, Kyriákos Mitsotákis, remplace Aléxis Tsípras au poste de Premier ministre. Arrivée deuxième, SYRIZA est suivie du Mouvement pour le changement (KINAL) et du Parti communiste, tandis que l'ancien partenaire de coalition de SYRIZA, le parti des Grecs indépendants, s'abstient de participer au scrutin.
Courant novembre 2021, le Premier ministre fait l'objet d'un important scandale d'affaires d'écoutes téléphoniques. Une enquête menée par le journaliste Dimítri Terzí pour le compte du Le journal des rédacteurs (Efimerída ton Syndaktón) révèle en effet que des personnalités publiques, des journalistes et des politiciens — dont le nouveau dirigeant du KINAL Nikos Androulakis — ont été mises sous écoute téléphonique via un logiciel espion en dehors de tout cadre légal. L'affaire, qui déclenche la formation d'une Commission d'enquête du Parlement européen, est à nouveau alimentée un an plus tard par le journal Documento, qui accuse Kyriákos Mitsotákis d'avoir fait placé sous écoute un total de trente trois personnalités dont plusieurs de ses ministres ainsi que des dirigeants de parti politique. Le journal s'appuie sur des sources au sein des services de renseignement grecs, conduisant son directeur de publication, Kostas Vaxevanis, a accuser le Premier ministre d'être le « cerveau » du réseau de surveillance d'un « État paranoïaque ». L'affaire amène l'ensemble de l'opposition à demander la démission de Mitsotákis. Celui-ci se défend en reconnaissant l'existence du réseau mais en niant toute implication dans sa mise en œuvre, qualifiant les accusations du journal d'« honteuses, calomnieuses et inacceptables ». En tant que chef de l'opposition, Aléxis Tsípras finit par déposer le 26 janvier une motion de censure à l'encontre du gouvernement. La motion est cependant rejetée le lendemain par 156 voix contre sur 300, le Premier ministre parvenant à conserver le soutien de son parti, toujours majoritaire à la « Voulí ». Le scandale nuit cependant gravement aux relations de Nouvelle Démocratie avec le Mouvement pour le changement, alors même qu'Aléxis Tsípras se déclare ouvert à la formation d'une coalition avec ces derniers.

### Événements récents

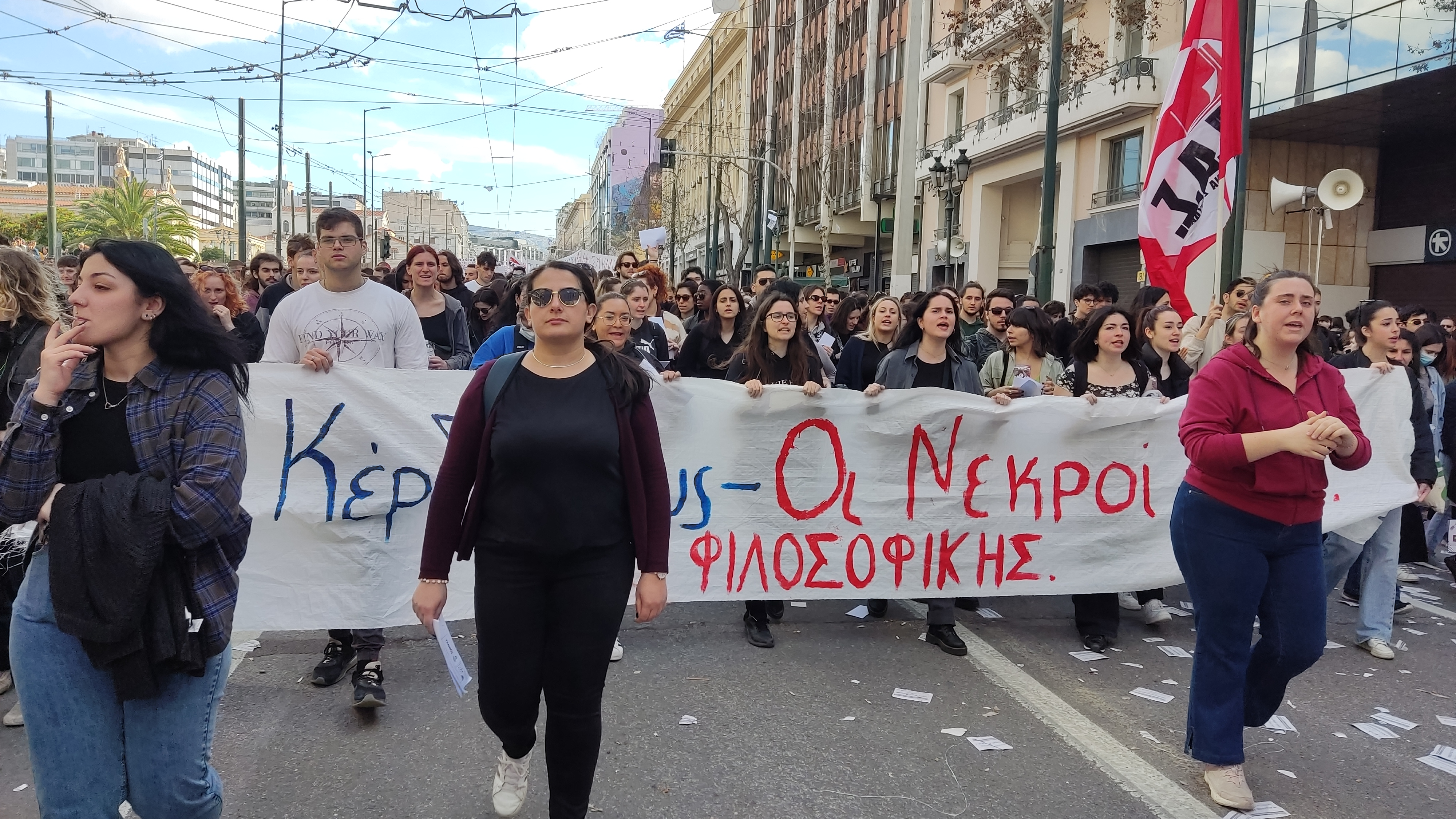
Manifestation à Athènes le 8 mars 2023 à la suite de l'accident ferroviaire de Larissa

Le gouvernement fait par ailleurs face à l'indignation de la population lors de l'acquittement en octobre 2022 d'anciens responsables de l'entreprise allemande Siemens. Acquittés en appel, ces derniers étaient poursuivis pour corruption dans le cadre de l'une des plus grosses affaires de ce genre qu'ait connues le pays, Siemens ayant reçu d'importants contrats de modernisation du réseau téléphonique dont les montants auraient été artificiellement augmentés en l'échange du versement de pots-de-vin. Le surcoût pour le pays, estimé à environ deux milliards d'euros, provoque une indignation amplifiée par les difficultés économiques de la population dans le contexte de l'austérité imposée par la crise de la dette publique qui touche alors le pays. Le gouvernement se défend sur ce terrain économique en mettant en avant son bilan en la matière, avec une maitrise de l'inflation et la mise en place de subventions sur les prix de premières nécessités afin de soutenir les ménages précaires.
Les élections législatives ont également lieu dans le contexte de l'invasion de l'Ukraine par la Russie en février 2022 et du regain de tensions avec le voisin turc quant au contentieux en mer Égée sur fond de découverte de gisements d'hydrocarbures. Le violent séisme qui touche la Turquie début février 2023 amène cependant à une accalmie des relations entre les deux pays, qui renouvellent une tradition d’assistance mutuelle face aux catastrophes naturelles.
Trois mois avant le scrutin, début février 2023, le Parlement vote un amendement à la loi électorale interdisant aux partis dont les dirigeants ont été condamnés pour appartenance à une organisation criminelle de participer aux élections. L'amendement vise ouvertement le nouveau parti d’extrême droite Les Hellènes de l'ancien porte-parole d'Aube dorée, Ilías Kassidiáris, condamné en 2020 à 13 ans de prison ferme sous ce motif. Selon les sondages, le parti disposait tout juste d'assez d'intentions de votes pour espérer obtenir des sièges.
Le 28 février 2023, un accident ferroviaire se produit à hauteur de Larissa, causant la mort de 57 passagers. Cette catastrophe suscite une immense émotion doublée d'une colère au sein de la population. De nombreuses manifestations sont organisées dans les semaines qui suivent, réunissant plusieurs dizaines de milliers de personnes,. Les manifestants dénoncent l'incurie du système ferroviaire grec, en partie privatisé à la demande de l'Union européenne dans le cadre de la crise de la dette publique, et plus généralement « le délabrement du secteur public ». L'accident de Larissa constitue un tournant dans la période précédant les élections, Nouvelle démocratie connaissant dès lors un net décrochage dans les sondages d'opinions
Trois semaines après le drame, le Premier ministre annonce la tenue des élections législatives au mois de mai, soit avec deux mois d'avance sur le terme naturel de la législature, mais un mois plus tard que ce qu'il aurait initialement souhaité.

## Système électoral

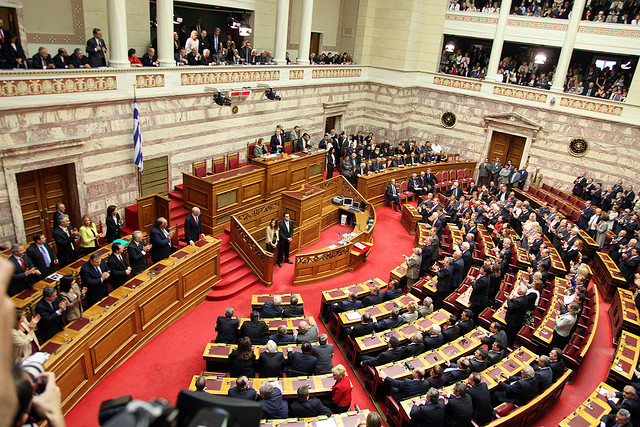
Hémicycle du Parlement.

La République hellénique est dotée d'un Parlement monocaméral, également appelé « Voulí », composé de 300 sièges pourvus pour quatre ans au scrutin proportionnel plurinominal avec listes ouvertes et seuil électoral de 3 % dans 59 circonscriptions électorales. L'une d'entre elles, représentant douze sièges, couvre l'ensemble du pays, tandis que les autres le découpent à raison de 1 à 18 sièges par circonscription, en fonction de leurs populations. Parmi celles ci, sept ne comportent ainsi qu'un seul siège. Le mode de scrutin dans ces dernières y est par conséquent de facto uninominal majoritaire à un tour,.
Les listes étant dites ouvertes, les électeurs ont la possibilité d'effectuer un vote préférentiel pour un maximum de quatre candidats issus de la liste pour laquelle ils votent, afin de les faire monter en place dans celle-ci. Une fois les bulletins dépouillés, les sièges à la proportionnelle sont répartis selon la méthode de Hagenbach-Bischoff entre toutes les listes ayant franchi le seuil de 3 % des votes valides, et les candidats ayant recueilli le plus de voix en leur nom dans chacune des listes se voient attribuer un siège en priorité.
L'âge minimal pour se présenter à la députation est de 25 ans. Le vote est obligatoire pour tous les électeurs de moins de 70 ans, avec une peine de prison théorique allant de un mois à un an, mais aucune condamnation n'a jamais eu lieu. Depuis 2019, l'âge d'obtention du droit de vote est de dix-sept ans.

### Changements récents

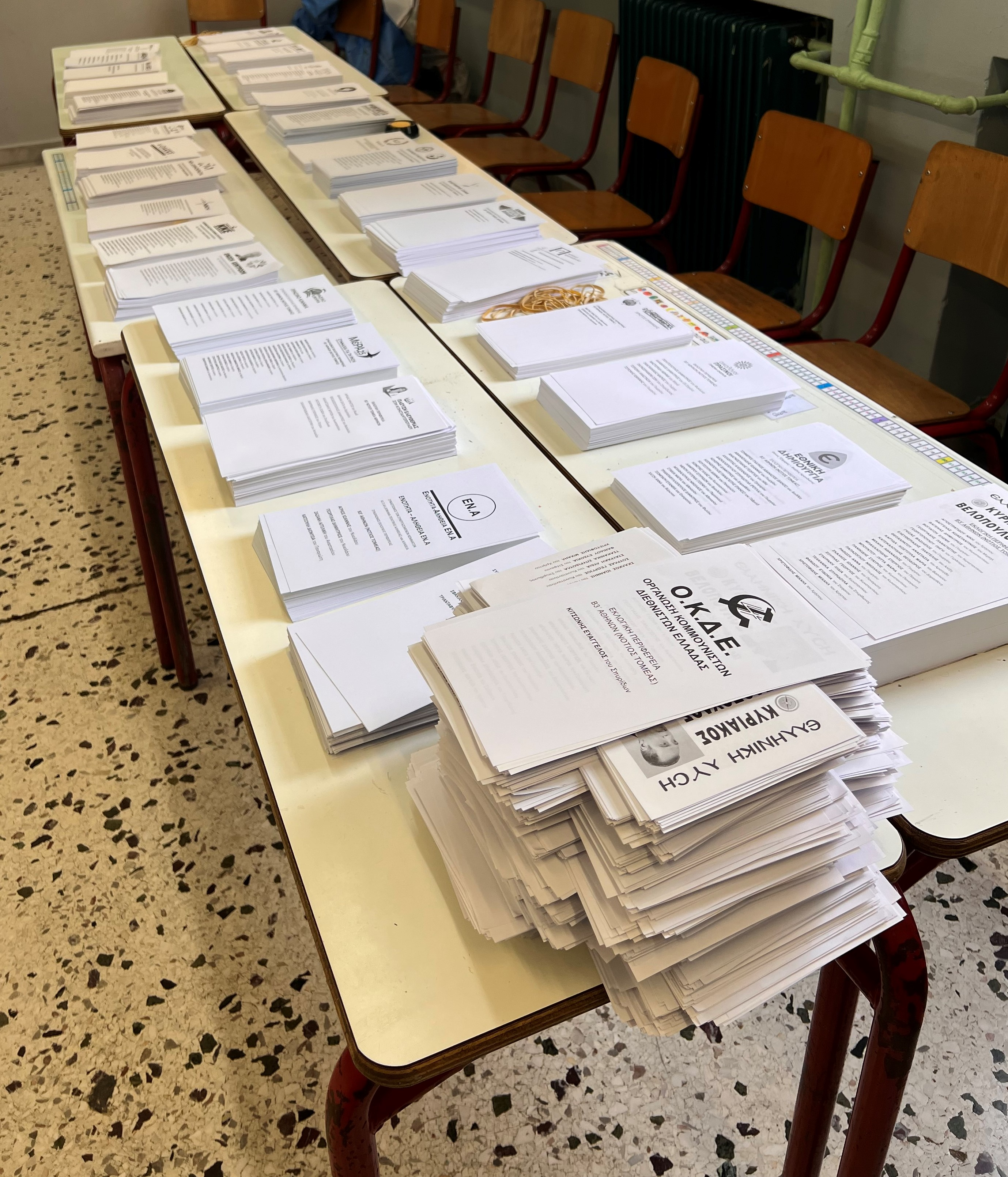
Bulletins disposés dans un bureau de vote lors du scrutin.

Il s'agit des premières élections législatives à ne pas comporter de prime majoritaire depuis celles de 1990. Cette prime attribuait 50 sièges au parti arrivé en tête, les 250 autres étant répartis à la proportionnelle. Représentant 16,7 % du total des sièges, elle permettait en théorie à un parti d'obtenir la majorité absolue dès lors qu'il recueillait au moins 40,4 % des voix. Ce chiffre diminuait cependant lorsque des partis n'arrivaient pas à franchir le seuil électoral de 3 %. Ainsi, lors des élections de mai 2012, sept partis sur trente-deux avaient franchi le seuil, ce qui a avait eu pour conséquence d'abaisser la part minimale des voix à 32,8 %.
La prime majoritaire est supprimée par la réforme de la loi électorale de juillet 2016, qui abaisse entre autres le droit de vote de 18 à 17 ans. L'intégralité des 300 sièges sont par conséquent élus à la proportionnelle intégrale. La loi n'ayant pas recueilli la majorité qualifiée des deux tiers nécessaire, elle ne s'applique qu'après la législature suivante. La réforme ne s'applique par conséquent pas aux élections de 2019, mais pour les élections suivantes en 2023.
En janvier 2020, une prime majoritaire est réinstaurée, mais sous une forme facultative par paliers. Le parti arrivé en tête ne reçoit ainsi une prime qu'à condition de réunir plus de 25 % des suffrages exprimés. La prime est de 20 sièges plus 1 siège par palier de 0,5 % au-dessus de 25 % des voix, jusqu'à un maximum de 50 sièges pour un total de 40 % des voix. Le reste variable des sièges est attribué à la proportionnelle de manière que le total soit toujours de 300. La loi n'ayant pas, comme la précédente, obtenu les voix de 200 députés sur 300, elle ne s'applique pas aux élections législatives de 2023, qui ont donc lieu à la proportionnelle intégrale, mais aux suivantes.

## Forces en présence
| Parti | Parti                                                                                     | Idéologie | Chef de file         | Résultats précédents        |
| ----- | ----------------------------------------------------------------------------------------- | --- | -------------------- | --------------------------- |
|       | Nouvelle Démocratie Néa Dimokratía (ND)                                                   | Centre droit à droite Libéral-conservatisme, démocratie chrétienne, europhilie                                         | Kyriákos Mitsotákis  | 39,85 % des voix 158 sièges |
|       | Coalition de la gauche radicale Synaspismós Rizospastikís Aristerás (SYRIZA)              | Gauche Socialisme démocratique, populisme de gauche, euroscepticisme, patriotisme économique                           | Aléxis Tsípras       | 31,53 % des voix 86 sièges  |
|       | PASOK - Mouvement pour le changement PASOK – Kinima Allagis (PASOK-KINAL)                 | Centre gauche Social-démocratie, Social-libéralisme, europhilie                                                        | Níkos Androulákis    | 8,10 % des voix 22 sièges   |
|       | Parti communiste de Grèce Kommounistiko Komma Elladas (KKE)                               | Extrême gauche Communisme, marxisme-léninisme, euroscepticisme                                                         | Dimítris Koutsoúmbas | 5,30 % des voix 15 sièges   |
|       | Solution grecque Ellinikí Lýsi (EL)                                                       | Droite à extrême droite National-conservatisme, nationalisme, conservatisme sociétal, euroscepticisme                  | Kyriákos Velópoulos  | 3,70 % des voix 10 sièges   |
|       | Front de désobéissance réaliste européen Μétopo Evropaikís Realistikís Anypakoís (MeRA25) | Gauche radicale à extrême gauche Altermondialisme, post-capitalisme                                                    | Yánis Varoufákis     | 3,44 % des voix 9 sièges    |
|       | Cap sur la liberté Πλεύση Ελευθερίας (PE)                                                 | Gauche radicale à extrême gauche Socialisme, nationalisme de gauche, antisystème, populisme de gauche, euroscepticisme | Zoé Konstantopoúlou  | 1,46 % des voix 0 sièges    |
|       | Mouvement démocrate patriote - Victoire Δημοκρατικό Πατριωτικό Κίνημα (NIKH)              | Droite à extrême droite Nationalisme grec, droite chrétienne, conservatisme social, anti-immigration                   | Dimitrios Natsios    | Nouveau parti               |

## Campagne

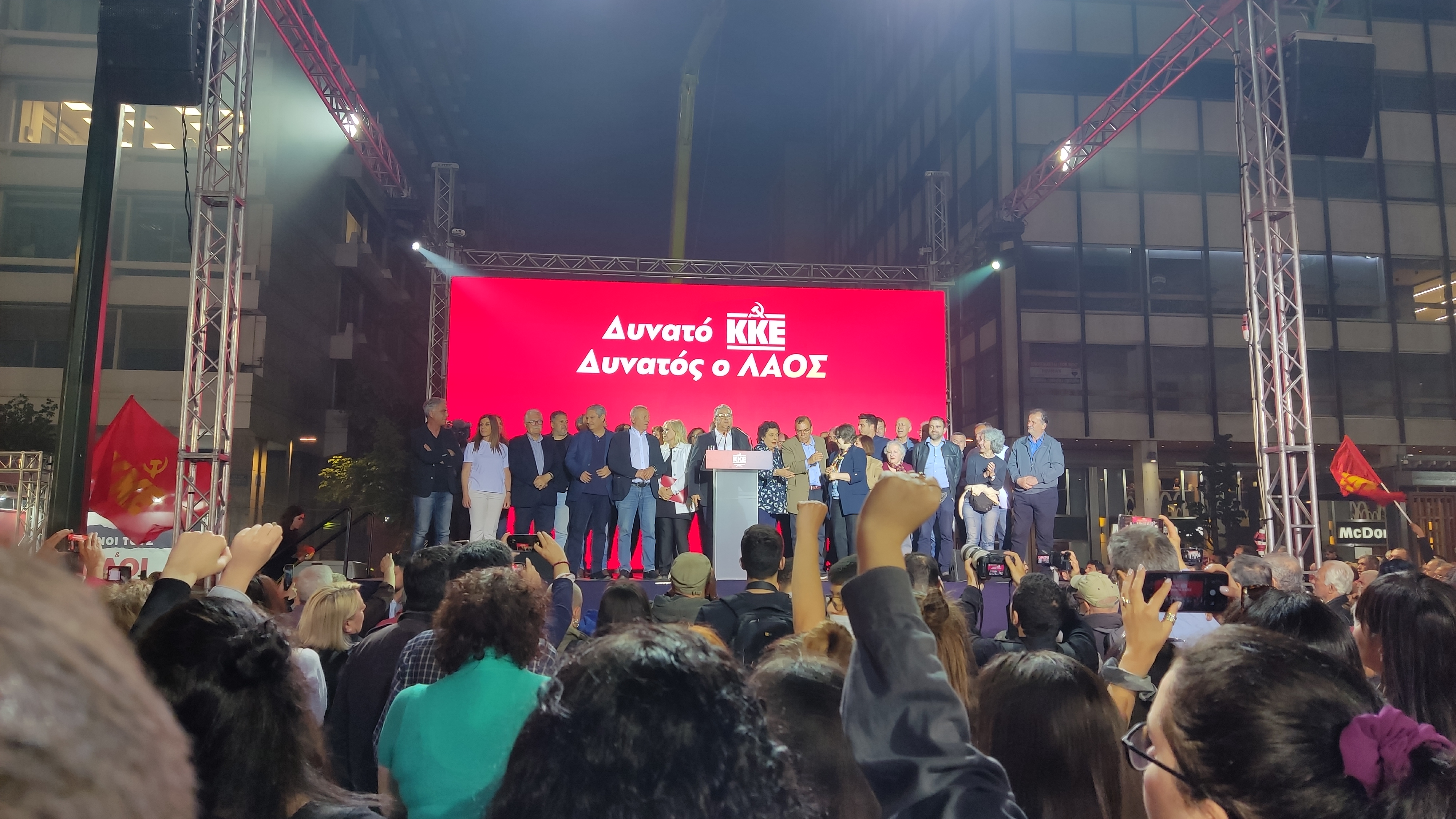
Discours de campagne du dirigeant du Parti communiste, Dimítris Koutsoúmbas.

La campagne est dominée par Nouvelle Démocratie (ND), SYRIZA et le PASOK - Mouvement pour le changement, sans qu'aucun ne parviennent cependant à s'approcher dans les sondages d'une part des intentions de vote suffisante pour obtenir seul la majorité absolue des sièges. La suppression de la prime majoritaire, qui donne lieu à un scrutin entièrement proportionnel pour la première fois depuis 1990, rend ainsi nécessaire la formation d'un gouvernement de coalition. Les forces de gauche situées dans l'opposition s'avancent cependant désunies. A la tête du PASOK, Nikos Androulakis fait ainsi campagne aussi bien contre SYRIZA que la ND, à qui il reproche d'avoir tous deux voté les mesures d'austérité. Androulakis conditionne notamment la formation d'une coalition incluant sa formation à la désignation par consensus d'un Premier ministre apolitique. Devant la possibilité d'un échec de l'opposition à former une alliance, Kyriákos Mitsotákis soutient l'organisation de nouvelles élections en juillet, Nouvelle Démocratie ayant voté la réinstauration de la prime majoritaire au prochain scrutin.
Nouvelle Démocratie axe son programme sur les questions économiques, au cœur de la campagne dans un pays encore marquée par la crise de la dette publique de 2008. Le Premier ministre Kyriákos Mitsotákis met ainsi en avant ses réalisations, la reprise économique et la baisse continue du chômage ayant selon ses soutiens « redoré » l’image de la Grèce à l’étranger. Il traite à l'inverse de populisme son prédécesseur Alexis Tsipras, qu'il accuse d'avoir failli faire sortir le pays de la zone euro lors de son passage au pouvoir, brandissant le risque que la Grèce « revienne à l'époque où [elle] était le paria de l'Europe ». Le programme de Nouvelle Démocratie inclut notamment des promesses de réductions d'impôts ciblant particulièrement la classe moyenne, à laquelle il promet de « rendre ce que SYRIZA lui a pris ». La question migratoire se retrouve par ailleurs au centre de la campagne à la suite de l'annonce par le gouvernement de la prolongation du mur à la frontière avec la Turquie. Touchée par un afflux régulier de migrant depuis la guerre civile syrienne, cette politique de reflux des clandestins bénéficie du soutien de l'Union européenne, mais vaut à Mitsotákis des comparaisons avec les dirigeants d’extrême droite hongrois et italien alors au pouvoir,.
La campagne de SYRIZA est dominée par la dénonciation du scandale des écoutes téléphoniques et de l'accident ferroviaire de Larissa, sans pour autant négliger les questions économiques. Face au critique du gouvernement sortant, Alexis Tsipras défend son bilan précédent, sa restructuration réussie de la dette ayant à long terme permis au pays de sortir de la crise en 2018. Rappelant aux électeurs le contexte des pressions extérieures exercées par la Troïka des créanciers, de l'Union Européenne et de l'Allemagne en particulier, Tsipras appelle les électeurs à lui donner l'opportunité cette fois ci de réellement gouverner. Après avoir effectué un recentrage général de sa formation, connue comme étant de gauche radicale, il fait campagne auprès de la classe moyenne. SYRIZA met en avant les thèmes du coût de la vie, de la crise du logement et de la hausse considérable de l'inflation, et accuse le gouvernement sortant d'avoir « bradé » les services publics. S'il met en avant les scandales plombant Nouvelle démocratie, le parti fait lui même face à son propre scandale, l'un de ses députés européens, Alexis Georgoulis étant accusé à la mi-avril de tentative de viol. Malgré l'exclusion de Georgoulis du parti, cette affaire est aussitôt montée en épingle par ses opposants, qui accusent Syriza d'avoir ignoré les multiples avertissements des collaborateurs du députés, révélateur selon Nikos Androulidakis d'« une mauvaise gestion, avec une très mauvaise mentalité ». A la tête du PASOK, ce dernier renvoi dos à dos Mitsotákis et Tsipras, comparés à un choix entre un « populisme avec une cravate et un populisme sans cravate ». Le PASOK axe sa campagne sur la mise en place de réformes vers davantage de transparence et de méritocratie, de même que sur la transition verte avec l'abandon des centrales thermiques au charbon et au gaz, ainsi que la sauvegarde du système de santé.
Dirigé par Dimítris Koutsoúmbas, le Parti communiste (KKE) fait également campagne sur le rejet de l'ensemble des autres formations. Il met notamment en exergue le Gouvernement Samarás, qui avait vu ND et PASOK former une coalition de 2013 à 2015, une alliance présentée comme un exemple de la similitude des trois principaux partis, accusé d'avoir tous entériné chacun leur tour les politiques d'austérité. Le parti met en avant la défense des conditions de travail et des droits des travailleurs et des étudiants dont il se présente comme le seul à même de défendre au Parlement. Le parti appelle par ailleurs à mettre fin à l'important soutien fourni par la Grèce à l'Ukraine dans le contexte de l'invasion de cette dernière par la Russie,.

## Sondages

## Résultats
|                        |                                                            |           |       |               |        |               |
| Parti                  | Parti                                                      | Voix      | %     | +/-           | Sièges | +/-           |
|                        | Nouvelle Démocratie (ND)                                   | 2 407 860 | 40,79 | 0,94          | 146    | 12            |
|                        | SYRIZA                                                     | 1 184 500 | 20,07 | 11,46         | 71     | 15            |
|                        | PASOK - Mouvement pour le changement (PASOK-KINAL)         | 676 166   | 11,46 | 3,36          | 41     | 19            |
|                        | Parti communiste de Grèce (KKE)                            | 426 741   | 7,23  | 1,93          | 26     | 11            |
|                        | Solution grecque (EL)                                      | 262 529   | 4,45  | 0,75          | 16     | 6             |
|                        | Mouvement démocrate patriote - Victoire (NIKH)             | 172 208   | 2,92  | Nv            | 0      | en stagnation |
|                        | Cap sur la liberté (PE)                                    | 170 298   | 2,89  | 1,43          | 0      | en stagnation |
|                        | Front de désobéissance réaliste européen (MeRA25)          | 155 085   | 2,63  | 1,09          | 0      | 9             |
|                        | Alliance de la subversion                                  | 53 296    | 0,90  | Nv            | 0      | en stagnation |
|                        | Création nationale (ED)                                    | 48 087    | 0,81  | 0,07          | 0      | en stagnation |
|                        | Alliance unir la liberté                                   | 37 319    | 0,63  | Nv            | 0      | en stagnation |
|                        | Verts écologistes                                          | 35 174    | 0,60  | N/a           | 0      | en stagnation |
|                        | Mouvement 21                                               | 34 920    | 0,59  | Nv            | 0      | en stagnation |
|                        | Antarsya                                                   | 31 746    | 0,54  | 0,13          | 0      | en stagnation |
|                        | Souffle de démocratie                                      | 27 578    | 0,47  | Nv            | 0      | en stagnation |
|                        | Union des centristes (EK)                                  | 22 449    | 0,38  | 0,86          | 0      | en stagnation |
|                        | Libre à nouveau                                            | 20 429    | 0,35  | Nv            | 0      | en stagnation |
|                        | Mouvement des pauvres                                      | 18 470    | 0,31  | Nv            | 0      | en stagnation |
|                        | EAN                                                        | 15 177    | 0,26  | Nv            | 0      | en stagnation |
|                        | Mouvement vert                                             | 14 652    | 0,25  | Nv            | 0      | en stagnation |
|                        | Tous ensemble maintenant                                   | 14 059    | 0,24  | Nv            | 0      | en stagnation |
|                        | Parti communiste de Grèce (Marxiste-léniniste) (KKE (m-l)) | 12 773    | 0,22  | 0,08          | 0      | en stagnation |
|                        | Assemblée hellénique                                       | 12 749    | 0,22  | 0,03          | 0      | en stagnation |
|                        | Groupes de fumeurs pour l'art et la création artistique    | 11 522    | 0,20  | Nv            | 0      | en stagnation |
|                        | Unité - Verité                                             | 11 412    | 0,19  | Nv            | 0      | en stagnation |
|                        | Initiative politique                                       | 6 087     | 0,10  | Nv            | 0      | en stagnation |
|                        | Société de valeur - Alliance libérale                      | 5 874     | 0,10  | Nv            | 0      | en stagnation |
|                        | Ligue du nord - Krama                                      | 5 428     | 0,09  | Nv            | 0      | en stagnation |
|                        | Parti communiste marxiste-léniniste de Grèce (M-L KKE)     | 3 926     | 0,07  | 0,02          | 0      | en stagnation |
|                        | Organisation des communistes internationalistes (OKDE)     | 1 950     | 0,03  | en stagnation | 0      | en stagnation |
|                        | Autres partis (5)                                          | 2 128     | 0,03  | –             | 0      | en stagnation |
|                        | Indépendants                                               | 155       | 0,00  | 0,01          | 0      | en stagnation |
|                        |                                                            |           |       |               |        |               |
| Suffrages exprimés     | Suffrages exprimés                                         | 5 902 747 | 97,39 |               |        |               |
| Votes nuls             | Votes nuls                                                 | 123 488   | 2,04  |               |        |               |
| Votes blancs           | Votes blancs                                               | 34 760    | 0,57  |               |        |               |
| Total                  | Total                                                      | 6 060 995 | 100   | –             | 300    | en stagnation |
| Abstentions            | Abstentions                                                | 3 885 087 | 39,06 |               |        |               |
| Inscrits/Participation | Inscrits/Participation                                     | 9 946 082 | 60,94 |               |        |               |

## Analyse et conséquences

Résultats par circonscription

Avec un peu plus de 40 % des suffrages exprimés, Nouvelle Démocratie (ND) frôle la majorité absolue des sièges. Le parti du Premier ministre réunit ainsi plus du double des suffrages de SYRIZA, arrivé deuxième devant le PASOK - Mouvement pour le changement (PASOK-KINAL) et le Parti communiste de Grèce (KKE). Solution grecque (EL) progresse légèrement, tandis que le Front de désobéissance réaliste européen (MeRA25) échoue à franchir le seuil électoral de 3 % et perd toute représentation au Parlement. Bénéficiant de la mise hors la loi d'une large part de l’extrême droite, le Mouvement démocrate patriote - Victoire (NIKH) frôle les 3 % sans pour autant les franchir,,.
Le scrutin est une victoire pour Kyriákos Mitsotákis. Si sa formation n'obtient pas seule la majorité, les bons résultats de Nouvelle Démocratie ainsi que la désunion de l'opposition rendent en effet peu probable la formation d'un gouvernement sans sa participation. Le Premier ministre se retrouve ainsi en position de bloquer les négociations, ce qui devrait lui permettre de mettre en œuvre son projet annoncé de tenue de nouvelles élections. Organisées par un gouvernement de transition, ces dernières verront le retour d'un système de prime majoritaire qui, bien qu’atténué par rapport au système auparavant en vigueur, devrait permettre à Nouvelle Démocratie d'obtenir, seule, la majorité absolue si elle renouvelle ses bons résultats en arrivant en tête avec une avance similaire,,.
Le 24 mai, la présidente de la République, Ekateríni Sakellaropoúlou, nomme le président de la Cour des comptes, Ioánnis Sarmás, Premier ministre et le charge de former ce gouvernement de transition en vue de l'organisation de nouvelles élections en juin. Les deux jours précédents, Kyriákos Mitsotákis, Aléxis Tsípras et Níkos Androulákis avaient successivement refusé le mandat exploratoire de la cheffe de l'État pour former un nouvel exécutif. Cinq jours plus tard, les élections sont convoquées par décret présidentiel le 25 juin 2023.